# دست‌گذاری

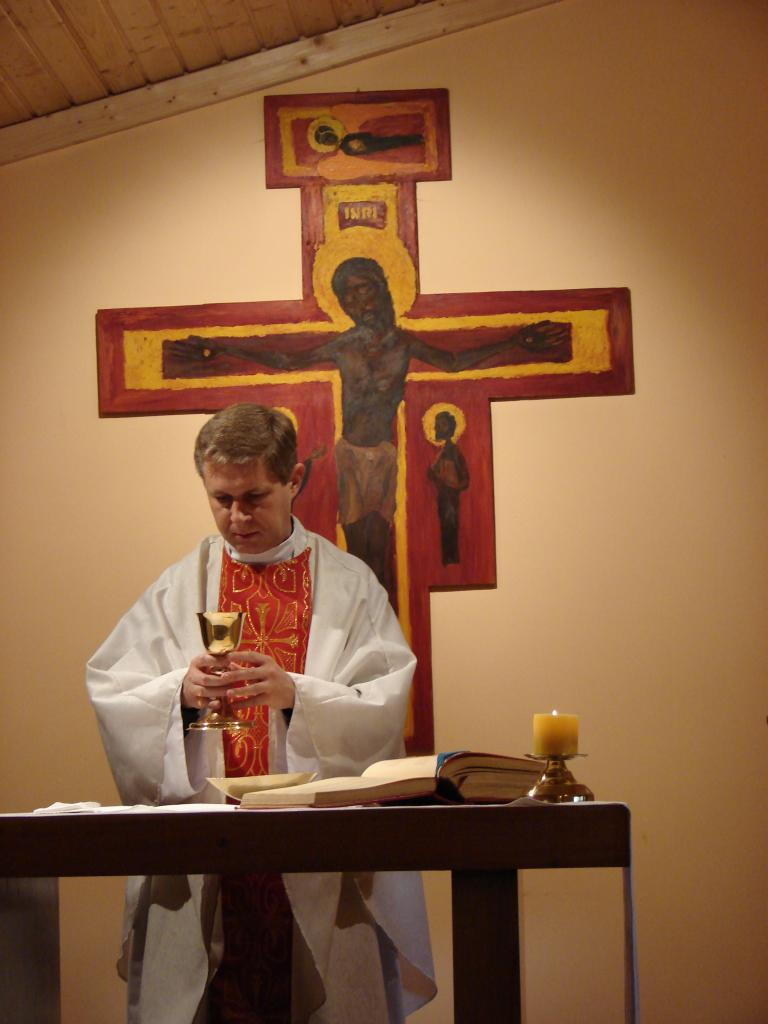
کشیش کاتولیک در حال برگزاری مراسم مذهبی

در آیین دست‌گذاری، مسیحیان خود را وقف خدمت به جامعه مسیحیت می‌کنند. درجات اصلی روحانیت سه است:
1. اسقف: وی نماینده مسیح در قلمرو معینی است که قلمرو اسقف خوانده می‌شود و به نیابت از او تعلیم می‌دهد، رهبری مراسم عبادی را به عهده می‌گیرد و خدمت می‌کند.
2. کشیش: وی معاون اسقف است و به او در سه وظیفه یاد شده، در محدوده یک گروه، کمک می‌کند.
3. شماس: وی کلام خدا را تبلیغ می‌کند و به مساعدت بینوایان، سالخوردگان، بیماران و افراد در حال احتضار می‌پردازد.